# 5-ös busz (Sopron)
A soproni 5-ös jelzésű autóbusz Jereván lakótelep és Ipar körút, AWF kft. végállomások között közlekedik.

## Története
Az 5-ös busz betétjárataként 5A, 5B, 5T és 5Y jelzésű buszok közlekednek. Az 5A busz az alapjáratával azonos útvonalon, de csak az Ipar körút, vámudvarig jár.
 Az 5B jelzésű busz a vámudvartól indul, majd a Pihenőkereszt lakópark és a Balfi út érintésével (a 14-es busz vonalán) jár a Jereván lakótelepig (csak ebben az irányban).
 Az 5Y jelzésű busz az autóbusz-állomás után a Patak utca–84. sz. főút–Híd utca útvonalon közlekedik a Csengery utca, kórház megállóhelyig, majd onnan alapjáratával azonos útvonalon halad tovább az Ipar körút, AWF kft.-ig.
 Az 5T jelzésű autóbusz vonalán integrálásra került a helyi és a helyközi közlekedés, eszerint 2013. december 15-től a vonalat a Sopron–Győr között közlekedő helyközi autóbuszok szolgálják ki, amelyek a soproni autóbusz-állomás és az AlphApark között helyi utazásra is igénybe vehetők.
 2015. december 12-ig a 4, 5, 5A, 5B jelzésű autóbuszok a jelenlegi Ógabona tér helyett, a Jereván lakótelep irányában a Várkerületen át közlekedtek, és az ottani megállóhelyeken álltak meg. Az útvonalak módosítására az új várkerületi ütemes menetrend kialakítása miatt volt szükség, amelybe ezen járatokat nem lehetett beilleszteni.
 2016. július 9-től az 5-ös és 5A jelzésű autóbuszok ismét megállnak a Csengery utca 89. megállóhelyen is.

## Útvonal
| Jereván lakótelep → Ipar körút, AWF kft. |
| --- |
| Jereván lakótelep végállomás – IV. László király utca – Teleki Pál út – Lackner Kristóf utca – Ógabona tér – Petőfi tér – Széchenyi tér – Erzsébet utca – Csengery utca – Győri út – Ipar körút – Ipar körút, AWF kft. végállomás |

| Ipar körút, AWF kft. → Jereván lakótelep |
| --- |
| Ipar körút, AWF kft. végállomás – Ipar körút – Győri út – Csengery utca – Mátyás király utca – Széchenyi tér – Petőfi tér – Ógabona tér – Lackner Kristóf utca – Teleki Pál út – IV. László király utca – Jereván lakótelep végállomás |

## Megállóhelyek
| Távolság (km) | Idő (perc) | Megállóhely neve / korábbi neve(i)                          | Idő (perc) | Távolság (km) | Átszállási lehetőségek | Fontosabb nevezetességek, helyek, áruházak és intézmények a közelben |
| ------------- | ---------- | ----------------------------------------------------------- | ---------- | ------------- | --- | --- |
| 0             | 0          | Jereván lakótelep                                           | 20         | 6,0           | 1, 2, 5A, 5Y, 7, 7B, 7T, 10, 10B, 11, 11B, 11Y, 12, 13, 17, 27, 27A, 27B, 27T                                                                                          | Helyi buszvégállomás |
| 0,5           | 1          | IV. László király utca 5.                                   | 18         | 5,5           | 3Y, 5A, 5B, 7, 7A, 7B, 7T, 10, 10B, 11, 11A, 11B, 27, 27A, 27B, 27T, 27Y                                                                                               | Posta Soproni Szakképzési Centrum Fáy András Két Tanítási Nyelvű Közgazdasági Technikum |
| 1,0           | 2          | Teleki Pál út 2.                                            | 17         | 5,0           | 1, 2, 3Y, 5A, 5B, 5Y, 7, 7A, 7B, 7T, 10, 10B, 11Y, 12, 13, 13B, 17, 27, 27A, 27B, 27T                                                                                  | McDonald’s étterem Sopron Pláza Káposztás utcai Stadion Ibolya-tó |
| 1,7           | 4          | Lackner Kristóf utca, autóbusz-állomás                      | 16         | 4,4           | 1, 2, 3, 3Y, 4, 5A, 5B, 5T, 5Y, 7, 7A, 7B, 7E, 7T, 8, 10, 10B, 11Y, 12, 13, 13B, 14, 14B, 17, 21, 27, 27A, 27B, 27E, 27T, 32, 33 Helyközi és távolsági autóbuszjáratok | Soproni autóbusz-állomás Soproni Rendőrkapitányság Káposztás utcai Stadion INTERSPAR áruház Vásárcsarnok                                                                                        |
| 2,0           | 5          | Ógabona tér, Újteleki utca Ógabona tér 14.                  | 14         | 3,9           | 1, 2, 3Y, 4, 5A, 5B, 5T, 7, 7A, 7B, 7E, 7T, 10, 10B, 11Y, 12, 13, 14, 14B, 27E, 32, 33                                                                                 | Tűztorony Városháza Szentháromság-szobor Szent György-templom |
| –             | –          | Széchenyi tér                                               | 12         | 3,4           | 1, 2, 3Y, 4, 5A, 5B, 5T, 7, 7A, 7B, 7E, 7T, 10, 10B, 11, 11A, 11B, 11Y, 12, 13B, 14, 14B, 22, 27, 27A, 27B, 27E, 27T, 27Y, 32, 33                                      | Liszt Ferenc Konferencia- és Kulturális Központ Soproni Petőfi Színház Posta Soproni Szent Júdás Tádé-templom SOE Lámfalussy Sándor Közgazdaságtudományi Kar Európa leghosszabb tere – Deák tér |
| 2,5           | 8          | Erzsébet utca                                               | –          | –             | 1, 2, 3Y, 4, 5A, 5B, 5T, 7, 7A, 7B, 7E, 7T, 10, 10B, 11, 11A, 11B, 11Y, 12, 13B, 14, 14B, 22, 27, 27A, 27B, 27E, 27T, 27Y, 32, 33                                      | Liszt Ferenc Konferencia- és Kulturális Központ Soproni Petőfi Színház Posta Soproni Szent Júdás Tádé-templom SOE Lámfalussy Sándor Közgazdaságtudományi Kar Európa leghosszabb tere – Deák tér |
| –             | –          | Mátyás király utca, Deák tér                                | 11         | 3,0           | 1, 2, 3Y, 4, 5A, 5B, 5T, 7, 7A, 7B, 7T, 10, 10B, 11, 11A, 11B, 11Y, 12, 27Y, 32                                                                                        | Liszt Ferenc Konferencia- és Kulturális Központ Soproni Petőfi Színház Posta Soproni Szent Júdás Tádé-templom SOE Lámfalussy Sándor Közgazdaságtudományi Kar Európa leghosszabb tere – Deák tér |
| 3,1           | 10         | Csengery utca, nyomda                                       | 9          | 2,7           | 1, 2, 3Y, 4, 5A, 5T, 7, 7A, 7B, 7T, 10, 10B, 11, 11A, 11B, 11Y, 12, 12V, 22, 27, 27A, 27B, 27T, 27Y, 32 Helyközi és távolsági autóbuszjáratok                          | Sopron vasútállomás GYSEV Zrt. SPAR szupermarket |
| –             | –          | Csengery utca 89.                                           | 8          | 2,3           | 4, 5A, 5T, 5Y, 7, 7A, 7B, 7T, 11, 11A, 11B, 11Y, 22, 27, 27A, 27B, 27T, 27Y, 32 Helyközi és távolsági autóbuszjáratok                                                  | Soproni Erzsébet Oktató Kórház és Rehabilitációs Intézet Posta |
| 3,6           | 12         | Csengery utca, kórház Csengery utca, OMV benzinkút (kórház) | 7          | 2,1           | 4, 5A, 5T, 5Y, 7, 7A, 7B, 7T, 11, 11A, 11B, 11Y, 22, 27, 27A, 27B, 27T, 27Y, 32 Helyközi és távolsági autóbuszjáratok                                                  | Soproni Erzsébet Oktató Kórház és Rehabilitációs Intézet Posta |
| 4,3           | 14         | Győri út, autómosó Győri út, Agip benzinkút                 | 5          | 1,5           | 4, 5A, 5T, 5Y, 22 | Lidl áruház |
| –             | –          | Győri út, AlphApark Győri út, postaüzemek                   | 4          | 1,0           | 4, 5A, 5B, 5T, 5Y, 22 Helyközi és távolsági autóbuszjáratok | AlphApark bevásárlóudvar Family Center bevásárlóudvar TESCO áruház Aldi áruház OBI áruház Mömax áruház Burger King étterem KFC étterem                                                          |
| 5,1           | 15         | Ipar körút, TESCO áruház Ipar körút, postaüzemek            | 3          | 0,6           | 4, 5A, 5B, 5T, 5Y, 22 Helyközi és távolsági autóbuszjáratok | AlphApark bevásárlóudvar Family Center bevásárlóudvar TESCO áruház Aldi áruház OBI áruház Mömax áruház Burger King étterem KFC étterem                                                          |
| 5,6           | 16         | Ipar körút, IMS kft.                                        | –          | –             | 4, 5A, 5Y, 22 | |
| –             | –          | Ipar körút, vámudvar Ipar körút 19.                         | 2          | 0,1           | 4, 5A, 5B, 5Y | Vám- és Pénzügyőri Hivatal Soproni Szolgálati Hely |
| 5,9           | 18         | Ipar körút, AWF kft.                                        | 0          | 0             | 5Y | |